# Раск (Техас)
Раск (англ. Rusk) — місто (англ. city) в США, в окрузі Черокі штату Техас. Населення — 5285 осіб (2020).

## Історія
Місто було засноване законом Техасу 11 квітня 1846 року. Його назвали на честь Томаса Джефферсона Раска, підписанта Декларації незалежності Техасу. 1850 року в Раску, за повідомленнями, проживало 355 мешканців. Поштове відділення було дозволено 8 березня 1847 року.
Місто Раск більше не є сухим; 9 травня 2009 року відбулися місцеві вибори, присвячені пиву та вину. Через три роки, у 2012 році, було проведено ще одне місцеве голосування, на якому розглядалося питання про продаж алкоголю. Вони також пройшли.

## Географія
Раск розташований за координатами 31°47′52″ пн. ш. 95°8′56″ зх. д. / 31.79778° пн. ш. 95.14889° зх. д. (31.797759, -95.148758).  За даними Бюро перепису населення США в 2010 році місто мало площу 18,78 км², з яких 18,71 км² — суходіл та 0,07 км² — водойми.

## Демографія
Згідно з переписом 2010 року, у місті мешкала 5551 особа в 1380 домогосподарствах у складі 932 родин. Густота населення становила 296 осіб/км².  Було 1596 помешкань (85/км²).
Расовий склад населення:
| - 67,5 % — білих - 26,5 % — чорних або афроамериканців - 0,5 % — азіатів - 0,2 % — корінних американців - 3,4 % — осіб інших рас |

До двох чи більше рас належало 1,9 %. Частка іспаномовних становила 12,1 % від усіх жителів.
За віковим діапазоном населення розподілялося таким чином: 19,3 % — особи молодші 18 років, 69,7 % — особи у віці 18—64 років, 11,0 % — особи у віці 65 років та старші. Медіана віку мешканця становила 38,8 року. На 100 осіб жіночої статі у місті припадало 160,9 чоловіка;  на 100 жінок у віці від 18 років та старших — 181,5 чоловіка також старших 18 років.
Середній дохід на одне домашнє господарство  становив 49 342 долари США (медіана — 41 864), а середній дохід на одну сім'ю — 54 897 доларів (медіана — 47 825). Медіана доходів становила 31 422 долари для чоловіків та 23 604 долари для жінок. За межею бідності перебувало 23,2 % осіб, у тому числі 31,5 % дітей у віці до 18 років та 12,6 % осіб у віці 65 років та старших.
Цивільне працевлаштоване населення становило 1510 осіб. Основні галузі зайнятості: освіта, охорона здоров'я та соціальна допомога — 30,7 %, публічна адміністрація — 12,4 %, сільське господарство, лісництво, риболовля — 11,1 %.